# Narros del Castillo (kommunhuvudort)
Narros del Castillo är en kommunhuvudort i Spanien.   Den ligger i provinsen Provincia de Ávila och regionen Kastilien och Leon, i den centrala delen av landet, 120 km väster om huvudstaden Madrid. Narros del Castillo ligger 952 meter över havet och antalet invånare är 208.
Terrängen runt Narros del Castillo är platt, och sluttar norrut. Runt Narros del Castillo är det mycket glesbefolkat, med 6 invånare per kvadratkilometer. Närmaste större samhälle är Peñaranda de Bracamonte, 12,7 km väster om Narros del Castillo. Trakten runt Narros del Castillo består till största delen av jordbruksmark.